# Burg Neuburg (Mecklenburg)
Die Neuburg ist eine abgegangene Höhenburg der Gemeinde Neuburg im Landkreis Nordwestmecklenburg. Die Burg liegt im gleichnamigen Ort nahe der Ostsee an der Straße zwischen Wismar und Neubukow. 

## Aufbau
Die Burganlage bestand aus drei Wällen, ein vierter (nicht mehr sichtbarer) war der Burg nördlich vorgelagert, und einem 30 m höher liegenden Burgplateau, welche immer noch vorhanden sind. Am südlichen Ende des Plateaus befanden sich einst Reste der Wehranlage aus Stein, die mittlerweile verschwunden sind. Die Lage der Burg wurde so gewählt, dass man ursprünglich bis zur Wismarbucht sehen konnte. Das Plateau wird heute auch als Festplatz genutzt.

## Geschichte
Die Neuburg wurde, wahrscheinlich als Ersatzbau, nach 1171 in der Nähe der Ilenburg errichtet. Gesichertes Baudatum ist das Jahr 1219. In den Jahren 1230/31 ließ Johann I. von Mecklenburg die Burg als Schutzburg errichten und baute diese nach der Beschreibung Ernst von Kirchbergs 1264 für seine Frau Luitgard von Henneberg aus, um sie an die Mittelgebirgslandschaft ihrer Heimat zu erinnern. Danach soll hier Anastasia von Pommern, Gemahlin von Heinrich dem Pilger die Burg bewohnt haben. Wann sie aufgegeben wurde, ist unbekannt, aber spätestens 1331 wurde das Burggelände von Herzog Albrecht II. an den Lübecker Kaufmann und Ratsherrn Volmar von Attendorn mit umfangreichem weiteren landwirtschaftlichen Grundbesitz von 12 Hufen und zehn Katen verkauft und als Ackerland genutzt. Der Kaufvertrag ist eine gründliche Beschreibung Neuburgs zu dieser Zeit.